# Nhà Saud
Nhà Saud là gia tộc nắm quyền cai trị của Ả Rập Xê Út. Gia tộc này có hàng ngàn thành viên, bao gồm con cháu của Muhammad bin Saud và các anh em của ông, mặc dù những người nắm quyền tối cao hiện nay đều là con cháu của vua Abdulaziz ibn Abdul Rahman Al Saud. Gia tộc này theo Hồi Giáo dòng Sunni và ủng hộ cho sự thống nhất của bán đảo Ả Rập.
Người có ảnh hưởng nhất trong gia tộc này là người nắm giữ chức vị Vua Ả Rập Xê Út. Luật thừa kế của Ả Rập Xê Út quy định ngai vàng được truyền cho các con trai của vị vua đầu tiên, Vua Abdulaziz rồi mới truyền đến các con trai của họ. Hoàng gia có tới hơn 15.000 thành viên, nhưng chỉ có 2000 người trong số đó nắm giữ phần lớn của cải và quyền lực trong vương quốc.
Nhà Saud đã cai trị bán đảo Ả Rập qua ba giai đoạn:  Nhà nước Saudi I, Nhà nước Saudi II và Ả Rập Xê Út hiện đại ngày nay. Nhà nước Saudi Đầu tiên đước đánh dấu bằng sự mở rộng của chi phái Hồi giáo Wahhabi. Nhà nước Saudi thứ hai được đánh dấu bằng các cuộc đấu đá liên tục trong nội bộ. Vương quốc Ả Rập Xê Út ngày nay là một trong những quốc gia có ảnh hưởng quan trọng trong khu vực Trung Đông. Gia tộc này mâu thuẫn sâu sắc với Đế quốc Ottoman, Tổng đốc của Mecca và gia tộc Al Rashid của Ha'il.

## Tên gọi

Bảng phả hệ những tộc trưởng của nhà Saud

Nhà Saud là tên dịch ra của "Al Saud". Tên của một triều đại Ả Rập được hình thành bằng cách thêm chữ "Al", có nghĩa là "gia đình" hay "Nhà", hoặc tên của cá nhân hay một tổ tiên. Trong trường hợp của Nhà Saud, đây là tên người cha của người sáng lập triều đại vào thế kỷ XVIII, Muhammad ibn Saud (Muhammad là con trai của Saud).
Ngày nay, "Al Saud" được hình thành từ các hậu duệ của Muhammad ibn Saud hoặc ba anh em của ông, là Farhan, Thunayyan, và Mishari. Các nhánh nhỏ hơn của Nhà Saud được gọi là các chi thứ. Những người này nắm giữ địa vị cao trong xã hội, ở cả hành chính hay quân đội mặc dù họ không phải là những người được thừa kế ngai vàng. Họ liên kết lại với nhau trong Nhà Saud để khẳng định dòng dõi của mình và tiếp tục gây ảnh hưởng trong chính phủ.